# براد بلاكبيرن
براد بلاكبيرن (بالإنجليزية: Brad Blackburn) هو فنان قتال مختلط أمريكي، ولد في 25 مايو 1977 في لوس أنجلوس في الولايات المتحدة.

## وصلات خارجية
- براد بلاكبيرن على موقع يو إف سي (الإنجليزية)
- براد بلاكبيرن على موقع بيلاتور (الإنجليزية)
- براد بلاكبيرن على موقع شيردوغ (الإنجليزية)
- براد بلاكبيرن على موقع IMDb (الإنجليزية)